# 931 (číslo)
Devět set třicet jedna je přirozené číslo. Římskými číslicemi se zapisuje CMXXXI a řeckými číslicemi ϡλα´. Následuje po čísle devět set třicet a předchází číslu devět set třicet dva.

## Matematika
931 je:
- Deficientní číslo
- Složené číslo
- Nešťastné číslo
- Součet tří po sobě jdoucích prvočísel (307 + 311 + 313)

## Astronomie
- (931) Whittemora je planetka hlavního pásu, kterou objevil v roce 1920 François Gonnessiat

## Roky
- 931
- 931 př. n. l.